# Louis-Honoré Fréchette
Louis-Honoré Fréchette (Lévis (Bajo Canadá), 16 de noviembre de 1839 - 31 de mayo de 1908) fue un escritor y político canadiense.

## Biografía
Fréchette nació en Lévis (Bajo Canadá) y entre 1854 y 1860 estudió en el Petit Séminaire de Québec, el Collège de Sainte-Anne-de-la-Pocatière y en el Séminaire de Nicolet. Posteriormente, estudió derecho en la Universidad Laval.
En 1864, abrió una oficina de abogacía en Lévis, en donde fundó dos periódicos: Le drapeau de Lévis y La Tribune de Levis. Fréchette se exilió a sí mismo en Chicago, en donde escribió La voix d'un exilé. Varias de las obras teatrales que escribió durante este periodo se perdieron durante el gran incendio de Chicago.
Luego de regresar a Canadá en 1874, fue elegido miembro del Parlamento de Canadá. Entre 1874 y 1878, fue miembro de la Cámara de los Comunes de Canadá por el Partido Liberal de Canadá. Sin embargo, no fue reelegido en 1878. Posteriormente, se mudó a Montreal para dedicarse a tiempo completo a escribir, gracias a una herencia que le dejó una tía.
Fréchette fue el primer canadiense en ganar el Prix Montyon, entregado por Academia francesa, por su poemario Les Fleurs boréales, les oiseaux de neige (1879).
En 1897, fue nombrado compañero de la Orden de San Miguel y San Jorge.

## Obras selectas

### Poesía
- Les Fleurs boréales, les oiseaux de neige (1879)
- Poésies choisies (1879)
- La Légende d’un peuple (1877)
- Pêle-mêle (1877)
- La découverte du Mississippi (1873)
- La voix d'un exilé (1866)

### Cuentos
- La Noël au Canada (1899)
- Originaux et détraqués (1892)
- L'Iroquoise du lac Saint-Pierre (1861)

### Obras teatrales
- Félix Poutré (1892)
- La retour de l'exilé (1880)
- Papineau (1880)